# Ghana
Ghana (tiếng Việt: Ga-na), quốc hiệu là Cộng hòa Ghana (Republic of Ghana) là một quốc gia tại Tây Phi, giáp Bờ Biển Ngà về phía tây, Burkina Faso về phía bắc, Togo về phía đông, còn về phía nam là vịnh Guinea. Thủ đô và cũng là thành phố lớn nhất của Ghana là Accra.
Người dân Ghana cho rằng lịch sử của họ bắt nguồn từ Vương quốc Ghana cổ xưa tồn tại từ thế kỷ VIII đến thế kỷ XIII tại phía tây châu Phi, nhưng đến khi vương quốc này sụp đổ thì cư dân của nó đã di cư xuống phía nam và lập nên những tiểu quốc Fante và đặc biệt là Vương quốc Ashante hùng mạnh. Những mối liên hệ về thương mại với người Bồ Đào Nha được thiết lập từ thế kỷ XV và đến năm 1874, Ghana trở thành một thuộc địa của Liên Hiệp Anh với tên gọi Bờ Biển Vàng (Gold Coast). Năm 1957, Ghana trở thành thuộc địa đầu tiên ở vùng Châu Phi hạ Sahara giành được độc lập.
Bờ Biển Vàng giành độc lập từ tay Vương quốc Anh vào năm 1957 và trở thành quốc gia độc lập đầu tiên ở khu vực hạ Sahara. Ghana được chọn làm tên mới cho quốc gia này để ghi nhớ Đế chế Ghana, đã từng trải dài khắp cả khu vực Tây Phi. Ghana là thành viên của Khu vực hòa bình và hợp tác Nam Đại Tây Dương, Khối thịnh vượng chung, Cộng đồng Kinh tế Tây Phi, Liên minh châu Phi và là thành viên liên kết của Cộng đồng Pháp ngữ. Ghana là nước có sản lượng cacao đứng thứ 2 thế giới. Hồ nhân tạo lớn nhất thế giới về diện tích bề mặt Volta nằm ở quốc gia này.

## Từ nguyên học
Ghana có nghĩa là "chiến binh của nhà vua" (ngự lâm quân) gắn liền với những vị vua thời trung đại của đế chế Ghana Tây Phi. Trước khi quốc gia Bờ Biển Vàng (Gold Coast) sáp nhập với Togoland thuộc Anh (British Togoland) vào ngày 6 tháng 3 năm 1957, Ghana trở thành tên pháp lý của quốc gia này. Tuy nhiên, sau khi tuyên bố hoàn toàn độc lập với vương quốc Anh, Ghana đã đổi tên thành Cộng hòa Ghana (Republic of Ghana).

## Lịch sử
Ghana là một nước có lịch sử lâu đời. Từ thế kỷ IV, đã ra đời Vương quốc Sarakolle rộng lớn, chạy dài từ bờ biển Đại Tây Dương đến sông Niger. Thế kỷ XI, Vương quốc Ghana trở nên cực thịnh với nền nông nghiệp, thủ công, buôn bán phát triển.
Từ năm 1471, người Bồ Đào Nha thám hiểm và khám phá ra vùng bờ biển mà sau này có tên gọi là Gold Coast (Côte de l'Or, Bờ biển Vàng). Họ xây dựng pháo đài Elmina và giữ độc quyền buôn bán vàng trong khoảng một thế kỉ rưỡi. Sau khi loại trừ người Bồ Đào Nha, người Hà Lan, người Anh và một số thương gia châu Âu phân chia quyền kiểm soát và biến vùng này thành trung tâm mua bán nô lệ.
Từ năm 1826, người Anh thực hiện một loạt các chiến dịch chống lại người bản xứ Ashanti ở sâu bên trong nội địa. Vùng duyên hải trở thành thuộc địa Anh (1874). Năm 1901, người Ashanti đầu hàng người Anh và lãnh thổ phía bắc trở thành xứ bảo hộ. Vùng Togoland lân cận, thuộc địa cũ của Đức, thuộc quyền ủy trị của Anh từ năm 1922.
Năm 1957, Gold Coast là thuộc địa đầu tiên ở châu Phi giành được độc lập và đổi tên thành Ghana. Nền cộng hòa ra đời sau khi hiến pháp được thông qua (năm 1960). Chủ nghĩa chuyên quyền của Tổng thống Kwame Nkrumah và sự suy thoái kinh tế trong nước dẫn đến cuộc đảo chính quân sự năm 1966.
Từ đó, đất nước rơi vào tình trạng bất ổn chính trị cho đến khi Jerry J. Rawlings lên nắm quyền năm 1981. Rawlings tiến hành khôi phục kinh tế và dân chủ. Được bầu làm Tổng thống năm 1992, Rawlings công bố hiến pháp mới và chấm dứt chế độ quân sự. Ứng cử viên đối lập John Kufuor lên cầm quyền sau khi giành thắng lợi trong cuộc tuyển cử chiếc ghế Tổng thống năm 2000.

## Chính trị

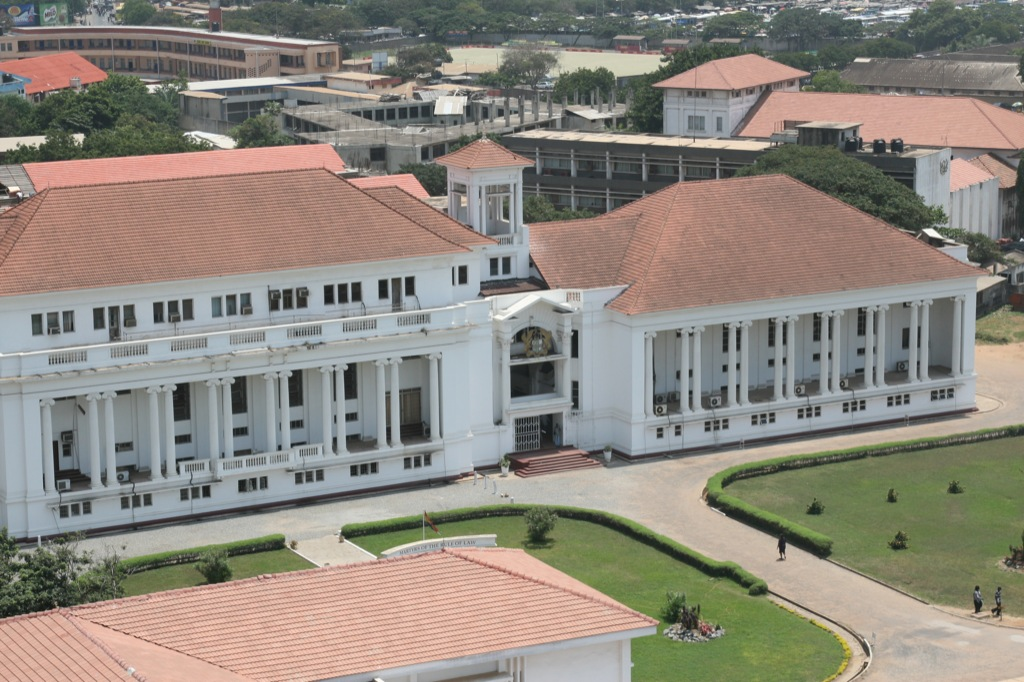
Tòa án tối cao Ghana, ở Accra

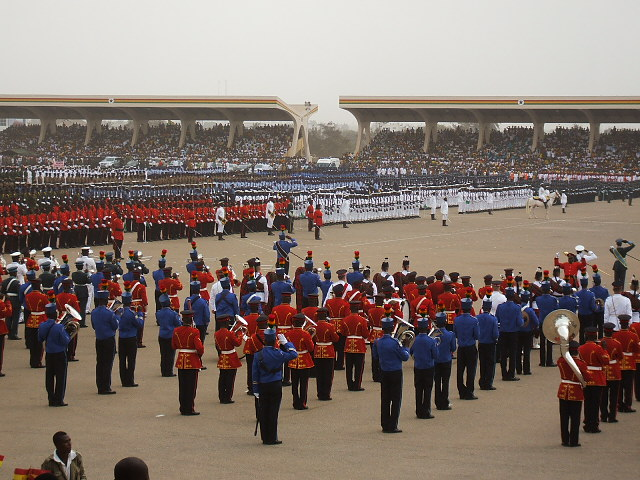
Quốc khánh lần thứ 50 của Ghana

Theo Bảng xếp hạng Chỉ số thất bại của nhà nước năm 2009, Ghana đứng ở vị trí thứ 124 trên thế giới và đứng áp chót trong số các nước châu Phi, trước Mauritius, dựa theo các số liệu từ năm 2006. Ghana cũng xếp thứ 7 trong số 48 nước vùng hạ Sahara vào năm 2008 theo chỉ số Ibrahim, phản ánh sự thành công của các chính sách chính phủ đối với dân chúng.

### Chính phủ
Tổng thống Ghana là nguyên thủ quốc gia, người đứng đầu chính phủ của Ghana. Nền dân chủ nghị viện của Ghana được xác lập vào năm 1957, xen kẽ bởi các chính phủ quân sự và dân sự. Tháng 1 năm 1993, chính quyền quân đội đã dọn đường cho sự ra đời của nền cộng hòa thứ 4 sau cuộc bầu cử nghị viện và tổng thống vào cuối năm 1992. Hiến pháp năm 1992 thiết lập cơ cấu quyền lực bao gồm tổng thống, nghị viện, nội các, hội đồng nhà nước và một hệ thống toà án độc lập. Chính phủ được bầu thông qua phổ thông đầu phiếu, tuy nhiên cơ quan lập pháp của Ghana được cơ cấu không theo tỉ lệ, một số tỉnh có dân số ít lại có số đại biểu nhiều hơn các tỉnh có dân số đồng hơn.

### Hệ thống tòa án
Hệ thống pháp luật dựa trên thông luật của Anh, tiền lệ án, và hiến pháp năm 1992. Hệ thống cấp bậc toà án bao gồm Toà án tối cao Ghana, Toà án cấp phúc thẩm, và Tòa án tư pháp. Các thiết chế tư pháp ngoài toà án là các Toà án công cộng. Từ khi giành độc lập cho đến nền cộng hòa thứ 4, các Toà án đã và đang duy trì được tính độc lập tương đối.

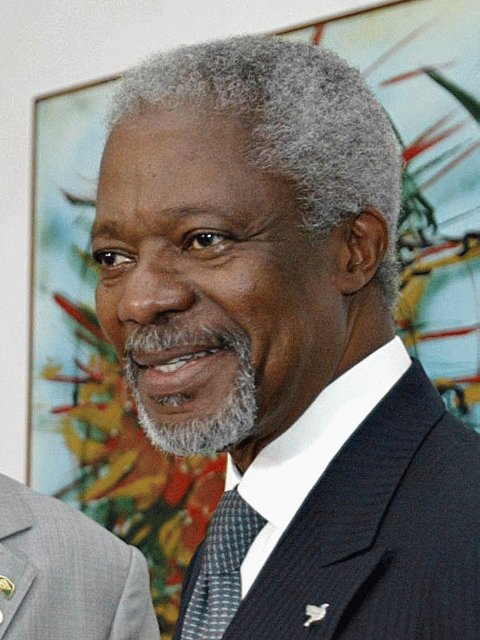
Tổng thư ký Liên hiệp quốc Kofi Annan

### Chính trị
Các đảng được hoạt động hợp pháp từ giữa năm 1992 sau 10 năm bị gián đoạn. Nền cộng hòa thứ 4 xuất hiện rất nhiều đảng phái khác nhau, bao gồm Đảng Đại hội quốc gia dân chủ (đã giành chiến thắng trong cuộc bầu cử tổng thống và nghị viện vào các năm 1992, 1996 và 2008) và Đảng Những người ái quốc mới, đảng đối lập đã giành chiến thắng trong các năm 2000 và 2004; Đảng Hội nghị quốc gia nhân dân và Đảng Hội nghị nhân dân, do Kwame Nkrumah sáng lập.

### Ngoại giao
Từ khi giành độc lập, Ghana luôn ủng hộ xu hướng không liên kết và chủ nghĩa liên Phi gắn liền với tên tuổi của Tổng thống Kwame Nkrumah. Ghana ưu tiên các quan hệ hợp tác quốc tế và khu vực về chính trị cũng như kinh tế, đồng thời cũng là một thành viên tích cực của Liên Hợp Quốc và Liên minh châu Phi.
Ghana thực hiện đường lối đối ngoại đa dạng hoá, đa phương hoá, coi trọng quan hệ với Mỹ, Tây Âu, Nhật Bản để tranh thủ vốn, kỹ thuật. Ghana nhận được sự trợ giúp của Mỹ trong khuôn khổ chương trình "đào tạo các chuyên gia quân sự nước ngoài" (IMET), chương trình "trợ giúp trong việc huấn luyện tiến hành các hoạt động chống khủng bố tại châu Phi" (ACOTA).
Nhiều chính trị gia và nhà ngoại giao Ghana đang làm việc tại các tổ chức quốc tế, trong số đó phải kể đến cựu Tổng thư ký Liên hợp quốc Kofi Annan, thẩm phán Tòa án hình sự quốc tế Akua Kuenyehia và cựu tổng thống Jerry Rawlings, đang là chủ tịch của Cộng đồng kinh tế Tây Phi.
Ghana hiện là thành viên tích cực của nhiều tổ chức khu vực và quốc tế như: WTO, Phong trào không liên kết (NAM), Liên minh châu Phi (AU), Cộng đồng Kinh tế Tây Phi (ECOWAS).

## Kinh tế
Được thiên nhiên ưu đãi, Ghana có thu nhập đầu người cao gấp hai lần các quốc gia khác ở Tây Phi. Mặc dù vậy, Ghana vẫn có những lợi tức khác từ thương mại và hỗ trợ quốc tế như các hoạt động đầu tư của những người có gốc gác Ghana ở nước ngoài. Khoảng 28% dân số sống dưới mức nghèo với $1.25 đô la Mĩ/ngày. Phần lớn trong số đó là những phụ nữ Ghana bị ảnh hưởng bởi những lý do chính trị ở các khu vực nghèo đói phía bắc của Ghana. và theo Ngân hàng Thế giới, thu nhập bình quân theo đầu người hầu như đã không tăng gấp đôi trong 45 năm qua.
Từ thời thuộc địa đến hiện tại, Ghana được biết đến là một trong những nước sản xuất vàng nhiều nhất thế giới. Những mặt hàng xuất khẩu khác như cacao, gỗ, điện, kim cương, bauxite, và mangan là những nguồn thu ngoại tệ chính của Ghana, được trực tiếp điều khiển và chỉ đạo bởi Bộ Nông nghiệp thuộc tổng thống, đứng đầu là bà Antoinette Efua-Addo (xem thêm thông tin tại www.Ghana-agricexport.com). Một mỏ dầu được cho là có khoảng 3 tỷ thùng (480.000.000 m3) dầu nhẹ đã được phát hiện vào năm 2007. Việc khai thác dầu mỏ vẫn đang diễn ra và số lượng dầu mỏ khai thác liên tục tăng lên. Điều này được kì vọng sẽ là một nguồn thu khổng lồ cho kinh tế Ghana kể từ quý IV năm 2010 khi nước này chính thức tăng sản lượng dầu mỏkinh doanh dầu mỏ.

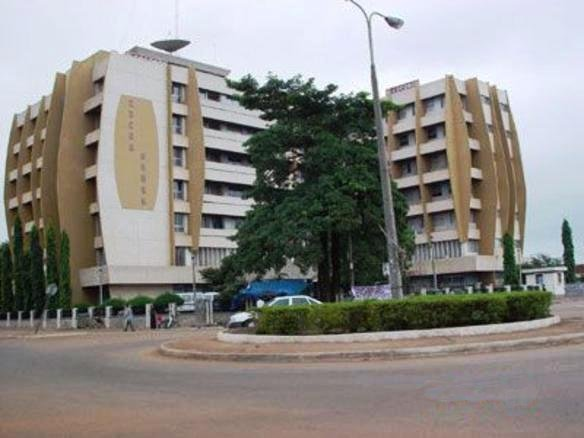
Tòa nhà Sunyani Cocoa

 Đập thủy điện Akosombo được xây dựng vào năm 1965 trên sông Volta cung cấp điện năng cho cả Ghana và các nước láng giềng.
Năm 2008, lực lượng lao động của Ghana có khoảng 11,5 triệu người. Kinh tế của Ghana chủ yếu vẫn dựa vào nông nghiệp, chiếm tới 37,3% GDP và cung cấp việc làm cho 56% số người lao động, phần lớn trong số đó là những người sản xuất nhỏ. Tỉ trọng công nghiệp của Ghana vào năm 2007 chiếm 7,9% GDP.
Những chính sách không mấy hiệu quả của chính quyền quân sự cũ và các cam kết giữ gìn hòa bình khu vực đã dẫn đến tình trạng lạm phát thâm hụt tài chính, sự sụt giá của đồng Cedi cũng như sự không hài lòng của công chúng với những biện pháp kém cỏi của chính phủ Ghana. Mặc dầu vậy, Ghana vẫn là một trong những quốc gia ổn định về kinh tế nhất châu lục Đen.
Tháng 7 năm 2007, Ngân hàng nhà nước Ghana quyết định thay đổi đồng tiền đang sử dụng Cedi (¢) sang đồng Ghana Cedi (GH¢) để tái kiểm soát tiền tệ trong nước. Tỷ giá của thu đổi là 1 Ghana Cedi cho 10,000 Cedi (cũ). Ngân hàng nhà nước Ghana đã tiến hành các chiến dịch truyền thông mạnh mẽ nhằm thông báo cho người dân Ghana về chính sách này.
Đồng tiền mới, Ghana Cedi, đã dần đi vào ổn định và đến năm 2009 trung bình $1 USD =Gh¢ 1.4 . Thuế giá trị gia tăng (VAT) cũng được áp dụng ở Ghana bắt đầu từ năm 1989 với một mức tỉ lệ áp dụng chung cho tất cả (các loại hàng hóa hoặc cá nhân). Bắt đầu từ tháng 9 năm 2007, chế độ thuế được chia thành nhiều mức tỉ lệ khác nhau.
Năm 1998, mức thuế VAT ở Ghana là 10% và được điều chỉnh thành 12.5% vào năm 2000. Tuy nhiên với việc thông qua luật 734 năm 2007, mô hình VAT 3% đối với khu vực bán lẻ bắt đầu được triển khai. Mô hình này chỉ cho phép người bán lẻ các mặt hàng chịu thuế (được quy định theo luật 546) tính thêm tối đa 3% giá trị của mặt hàng được bán so với kê khai. Mục đích của luật này nhằm đơn giản hóa hệ thống thuế và gia tăng sự ủng hộ của người dân. 
Từ giữa tháng 12 năm 2010, ngành sản xuất dầu khí tại Ghana đã bắt đầu hoạt động và được kỳ vọng sẽ thúc đẩy tăng trưởng kinh tế (mỏ dầu ngoài khơi Jubilee có trữ lượng lên tới 3 tỷ thùng).

## Vùng và khu hành chính

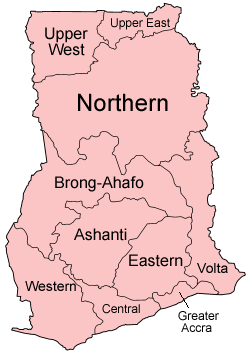
Regions of Ghana

Ghana được phân chia thành 10 khu vực hành chính và 138 quận, huyện, mỗi huyện hội đồng riêng của mình. Dưới huyện là các loại hình hội đồng, bao gồm 58 thị xã, khu vực hội đồng, hội đồng khu, 108, và 626 hội đồng khu vực. Các khu vực hành chính bao gồm:
| - Ashanti, thủ phủ Kumasi - Brong Ahafo, thủ phủ Sunyani - Central, thủ phủ Cape Coast - Eastern, thủ phủ Koforidua - Đại đô thị Accra, thủ phủ Accra |  | - Northern, thủ phủ Tamale - Upper East, thủ phủ Bolgatanga - Upper West, thủ phủ Wa - Volta, thủ phủ Ho - Western, thủ phủ Sekondi-Takoradi |

### Dân số của các thành phố lớn
| Thành phố       | Dân số    |
| --------------- | --------- |
| Accra           | 3.963.264 |
| Kumasi          | 2.604.909 |
| Tamale          | 390.730   |
| Takoradi        | 260.651   |
| Tema            | 229.106   |
| Teshie          | 154.513   |
| Sekondi         | 153.900   |
| Cape Coast      | 200.204   |
| Obuasi          | 147.613   |
| Dunkwa-On-Offin | 108.482   |

## Địa lý

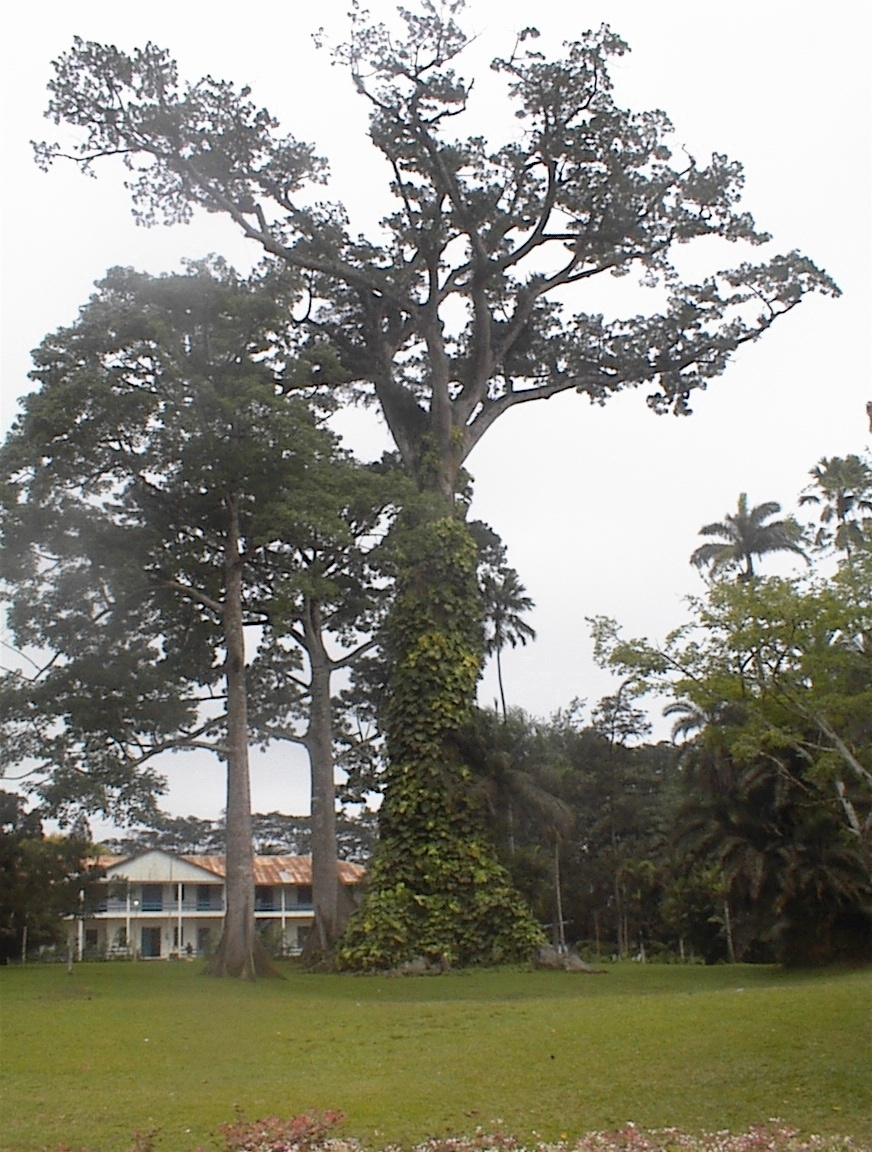
Vườn bách thảo Aburi

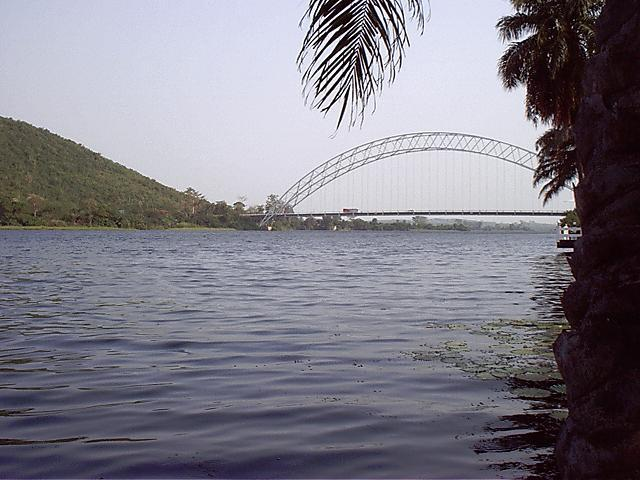
Sông Volta

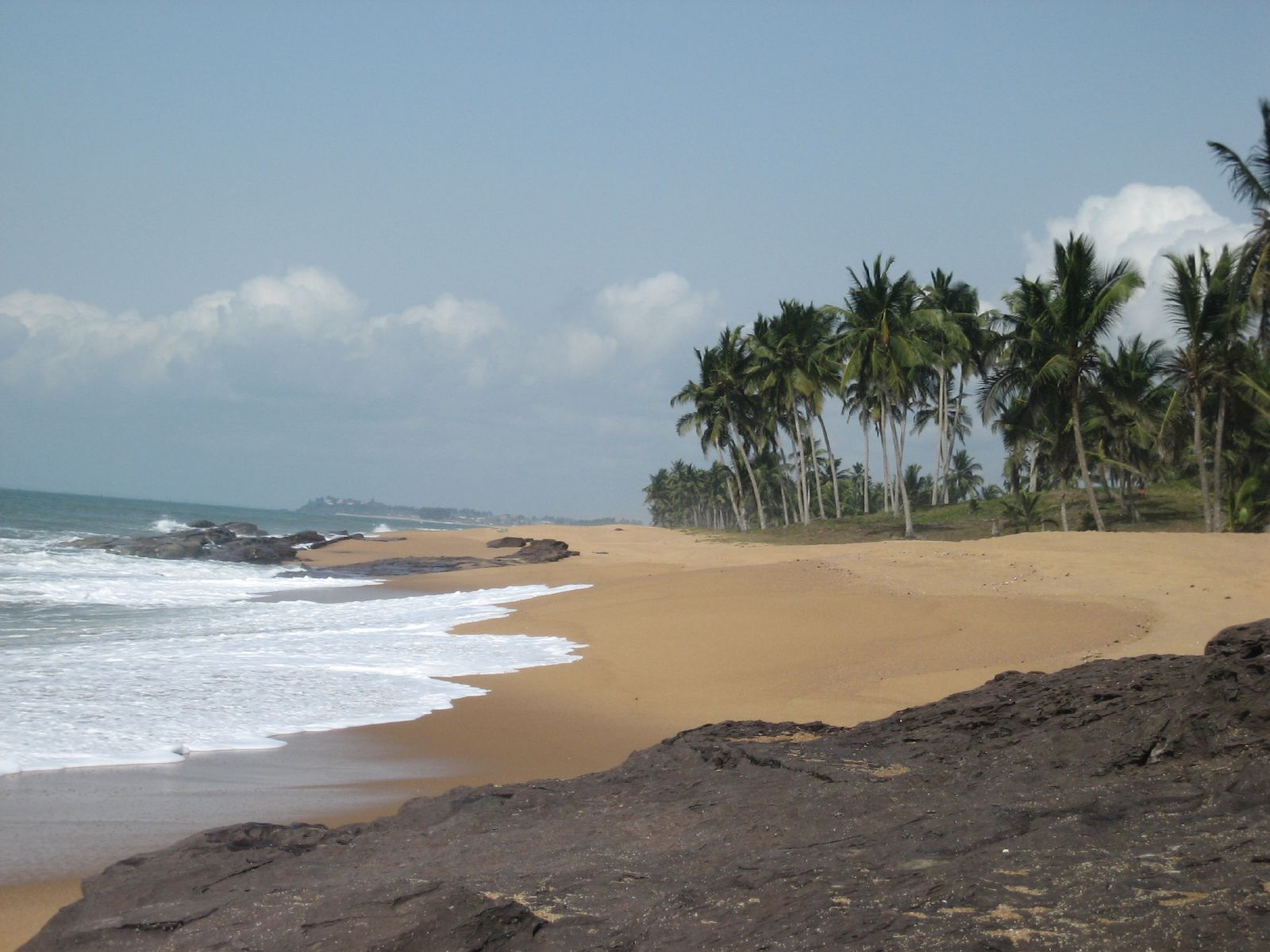
Bãi biển ở Ghana

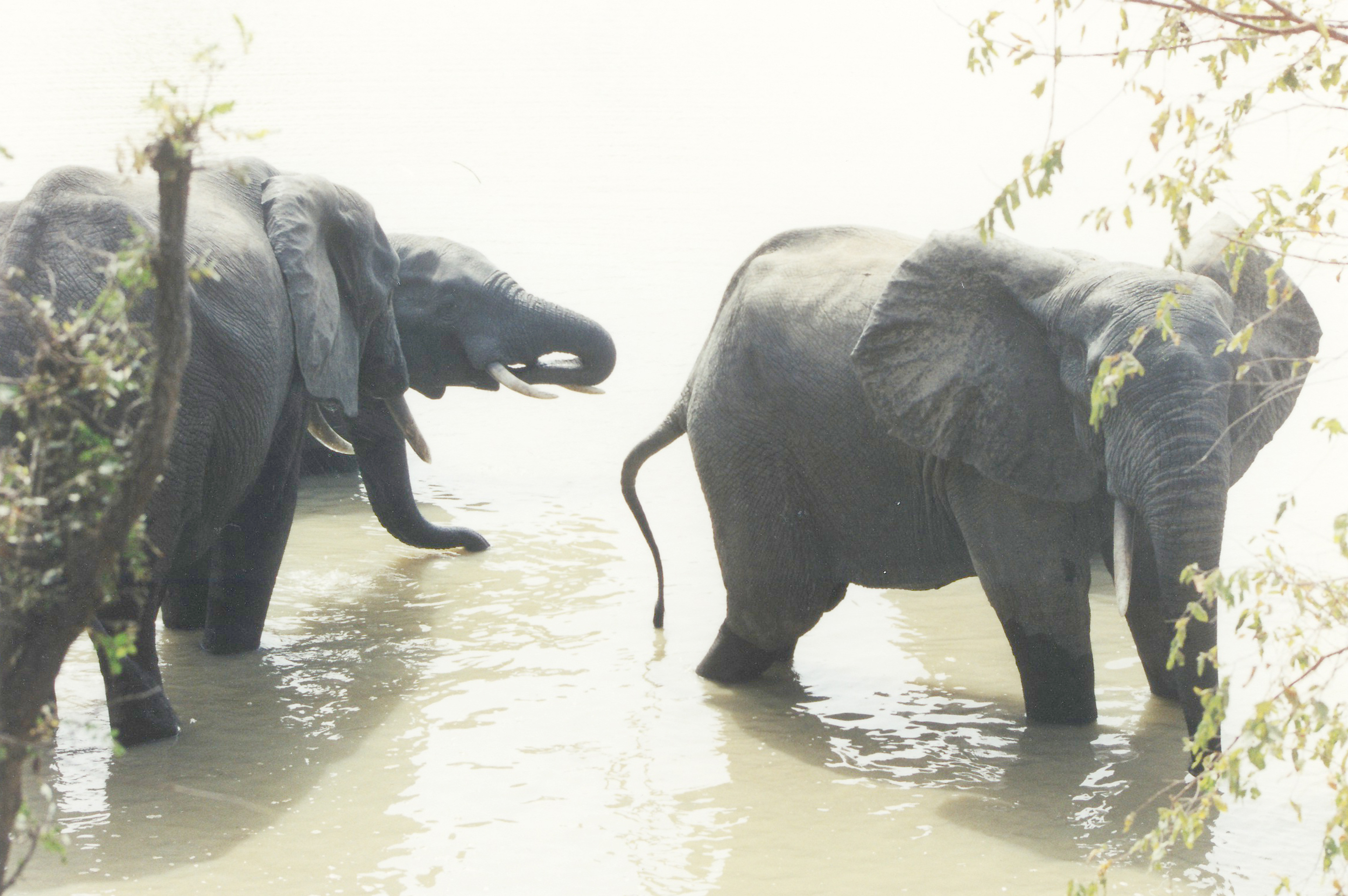
Voi ở rừng quốc gia Mole

Ghana nằm trong khu vực Vịnh Ghana, rất gần với đường xích đạo nên có một khí hậu ấm áp. Diện tích của Ghana trải dài trên một khu vực rộng 238500 km2. phía đông giáp Togo, phía tây giáp Bờ Biển Ngà, phía bắc giáp Burkina Faso và còn phía nam giáp Vịnh Ghana (Đại Tây Dương). Kinh tuyến Greenwich chạy dọc theo quốc gia này, chính xác là ở thành phố công nghiệp Tema. Về mặt địa lý, Ghana là quốc gia gần với "trung tâm" của thế giới nhất. Mặc dù trên thực tế, điểm trung tâm thật sự (0°, 0°) nằm trên Vịnh Ghana (Đại Tây Dương), cách Accra của Ghana khoảng 614 km về phía nam.
Ghana được bao phủ bởi những đồng bằng, đồi núi thấp và một số sông ngòi. Ghana có thể được chia thành 5 khu vực địa hình khác nhau. Đường bờ biển thấp với các bãi cát xoay lưng về phía đồng bằng và những rừng cây nhỏ, đồng thời bị chia cắt bởi các sông và suối. Trong khi đó, phía bắc của Ghana nổi bật bởi các cao nguyên. Tây Nam và Nam Ghana có được núi rừng che phủ, trong đó có vùng núi Ashanti, cao nguyên Kwahu và Akuapim-Togo chạy dọc sườn đông của đất nước.
Lưu vực sông Volta chiếm một diện tích lớn khu vực trung tâm của Ghana. Điểm cao nhất của Ghana là đỉnh núi Afadjato.
Ghana có khí hậu nhiệt đới. Dải bờ biển phía đông ấm và khô; khu vực tây nam nóng và ẩm ướt, trong khi phía bắc lại nóng và khô. Hồ Volta, hồ nhân tạo lớn nhất thế giới, bao phủ một tỉ lệ không nhỏ phần đất phía đông của Ghana, là nguồn nước chính cho nhiều con sông khác như Oti hoặc Afram.
Khí hậu ở Ghana chia thành 2 mùa chính: mùa mưa và mùa khô. phía bắc Ghana mùa mưa bắt đầu từ tháng 3 cho đến tháng 11, trong khi ở phía nam, bao gồm cả thủ đô Accra, mùa mưa thường bắt đầu từ tháng 4 cho đến trung tuần tháng 11. phía nam của Ghana bao gồm những rừng cây nhiệt đới và rụng lá lớn. Ngoài ra khu vực này còn có những rừng cọ dầu và ngập mặn khác.

## Dân cư

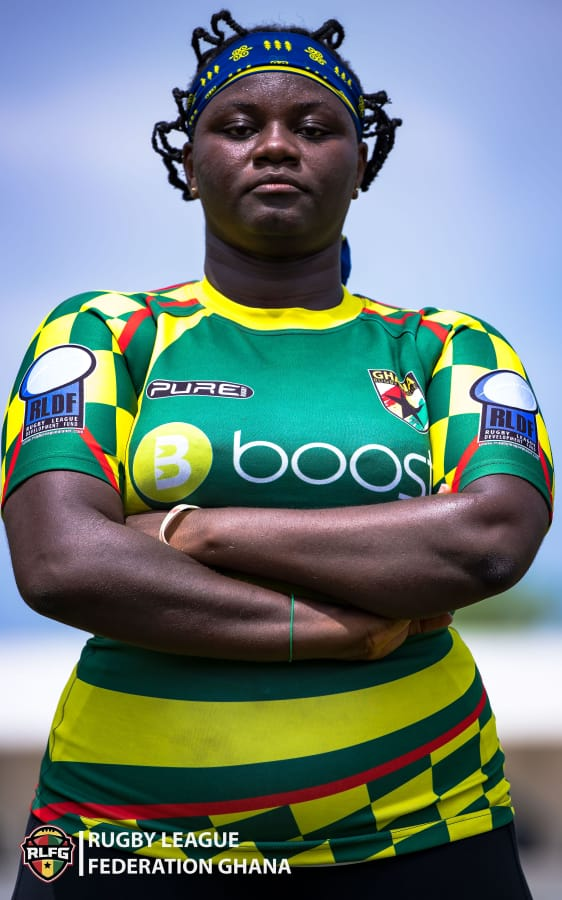
Một vận động viên nữ người Ghana

Dân số Ghana vào khoảng 24 triệu người bao gồm hơn 100 nhóm dân tộc khác nhau. Tuy vậy, ở Ghana không có những xung đột dân tộc gay gắt có thể dẫn đến nội chiến như ở nhiều nước châu Phi khác. Ngôn ngữ chính thức ở Ghana là tiếng Anh tuy nhiên hầu hết người dân Ghana đều biết ít nhất một thổ ngữ.
Nhóm dân tộc chính ở Ghana là người Akan, trong đó có người Fante, Akyem, Ashanti, Kwahu, Akuapem, Nzema, Bono, Akwamu, Ahanta and others) 49.3%, Mole-Dagbon 15.2%, Ewe 11.7%, Ga-Dangme (comprising of the Ga, Adangbe, Ada, Krobo and others) 7.3%, Guan 4%, Gurma 3.6%, Gurunsi 2.6%, Mande-Busanga 1%, other tribes 1.4%, other (Hausa, Zabarema, Fulani) 1.8% (2000 census).
Theo CIA World Factbook, các nhóm tôn giáo ở Ghana bao gồm: Thiên chúa giáo 68.8%, Hồi giáo 15.9%, tín ngưỡng truyền thống của người Phi 8.5%.

## Ngôn ngữ
Ở Ghana có 47 thổ ngữ. Tiếng Anh là ngôn ngữ chính thức của Ghana trong thương mại cũng như hành chính. Tiếng Anh cũng là ngôn ngữ tiêu chuẩn để giảng dạy ở các cấp giáo dục. Ngôn ngữ bản địa của Ghana được chia thành hai nhóm nhỏ thuộc nhóm ngôn ngữ Niger-Congo.

## Văn hóa và con người
Ghana là một quốc gia đa dạng về thành phần dân tộc. Do đó, văn hóa của Ghana là sự pha trộn của tất cả các nền văn hóa của mọi nhóm dân tộc của quốc gia này: người Ashanti, người Fante, người Kwahu, người Ga, người Ewe, người Mamprusi, người Dagomba và các nhóm dân tộc thiểu số khác. Sự đa dạng văn hóa này thể hiện rất rõ trong cách ăn, cách mặc và nghệ thuật của người dân Ghana. Một số nghi lễ đặc trưng của văn hóa Ghana cho đến hiện tại vẫn còn rất phổ biến ở quốc gia này như lễ sinh con, lễ trưởng thành, kết hôn và ma chay.

### Thể thao
Ở Ghana, bóng đá là môn thể thao phổ biến và được yêu thích nhất. Ghana là một trong những nền bóng đá giàu thành tích nhất châu Phi với 4 lần vô địch Cúp bóng đá châu Phi, 1 lần vô địch U-20 thế giới và 2 lần vô địch U-17 thế giới. Ghana đã có 4 lần tham dự World Cup vào các năm 2006, 2010, 2014 và 2022 với thành tích tốt nhất là lọt vào tứ kết ở giải đấu năm 2010.

## Tôn giáo
Tôn giáo ở Ghana (2021)
Kitô giáo là tôn giáo lớn nhất của Ghana, và chiếm ưu thế ở phía nam và các bộ phận của miền Bắc, trong khi Hồi giáo phổ biến rộng rãi hơn trong các bộ phận của khu vực phía Bắc. Kitô giáo được theo bởi 71.2% dân số, theo điều tra dân số năm 2010. Kitô giáo đã được giới thiệu bởi người châu Âu trên bờ biển của Ghana trong thế kỷ XIV, và dần dần người dân nước này đã tin theo tôn giáo mới.

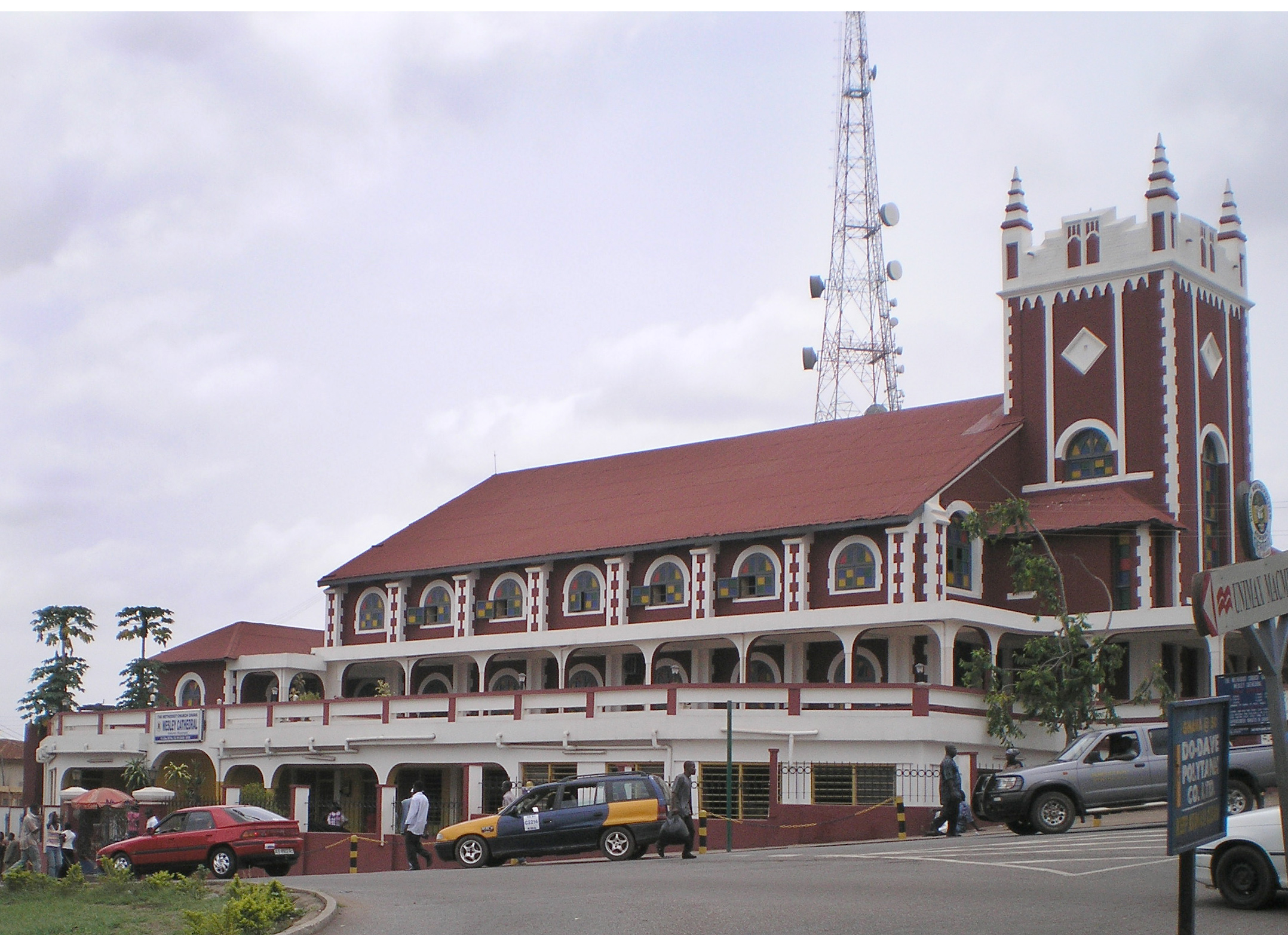
Nhà thờ Wesley Methodist, Kumasi

Hồi giáo là đức tin của 17.6% dân số. Nó được truyền bá đến phía Bắc Ghana trong thế kỷ XV. Kitô giáo và Hồi giáo ở Ghana chung sống hòa bình với nhau.
Điều tra dân số năm 2010 cho biết 5.3% dân số Ghana tuyên bố không có tôn giáo, tôn giáo truyền thống được thực hiện bởi 5.2% dân số, theo điều tra dân số năm 2010. Ấn Độ giáo cũng có mặt ở quốc gia này với một Tu viện do giáo sĩ Swami Ghananand Saraswati điều hành. Đạo giáo và Phật giáo cũng đã xuất hiện ở Ghana do người Trung Quốc mang đến.

## Xếp hạng quốc tế
| Tổ chức                                     | Khảo sát về                                                 | Xếp hạng            |
| ------------------------------------------- | ----------------------------------------------------------- | ------------------- |
| Institute for Economics and Peace           | Chỉ số chung về hòa bình (Global Peace Index)               | 52 trên 144         |
| Heritage Foundation/The Wall Street Journal | Chỉ số tự do kinh tế (Index of Economic Freedom)            | 91 trên 157         |
| Ký giả không biên giới                      | Chỉ số tự do báo chí                                        | 31 trên 173         |
| Transparency International                  | Chỉ số nhận thức tham nhũng (Corruption Perception Index)   | 69 trên 179         |
| Chương trình phát triển của Liên hợp quốc   | Chỉ số phát triển con người (Human Development Index)       | 135 trên 177        |
| Vision of Humanity                          | Chỉ số chung về hòa bình (Global Peace Index)               | 40 trên 121         |
| Diễn đàn kinh tế thế giới                   | Báo cáo cạnh tranh toàn cầu (Global Competitiveness Report) | không được xếp hạng |